# Юрки (Полтавская область)
Юрки (укр. Юрки) — село,
Хоришковский сельский совет,
Козельщинский район,
Полтавская область,
Украина.
Код КОАТУУ — 5322085017. Население по переписи 2001 года составляло 239 человек.

## Географическое положение
Село Юрки находится на левом берегу реки Псёл,
выше по течению на расстоянии в 1,5 км расположено село Хоришки,
ниже по течению на расстоянии в 2 км расположено село Нижняя Мануйловка,
на противоположном берегу — село Прилипка.

## Экономика
- Молочно-товарная ферма.

## Объекты социальной сферы
- Дом культуры.

## Известные люди
- Головко Андрей Васильевич (1897—1972) — украинский писатель, родился в селе Юрки.
- Протопопов Виктор Павлович (1880—1957) — известный русский, украинский и советский психиатр, академик АН УССР, родился в селе Юрки.